# Wet
Wetten zijn geschreven rechtsregels. Elke wet is onderdeel van het recht, maar het recht is breder dan enkel wetten. Ook eerder gewezen vonnissen of jurisprudentie, de rechtsleer, verdragen en gewoonten zijn rechtsbronnen. De aankondiging van een wet wordt soms een edict genoemd.

## Wet als juridisch begrip

### Soorten wetten
Het generieke begrip wet kan twee betekenissen hebben:
wet in formele zineen wet in formele zin is een (gezamenlijk) besluit, genomen en kenbaar gemaakt volgens de daartoe vastgelegde procedure door een bevoegd orgaan, de formele wetgever genoemd.
wet in materiële zineen wet in materiële zin is een algemeen verbindend voorschrift voor de rechtsonderhorige(n) en van toepassing op een specifieke territoriale eenheid.

Wetten kunnen zowel materieel als formeel zijn, maar dit hoeft niet. Het onderscheid is tweeledig:
- het territorialiteitsprincipe en de daarmee gepaard gaande bevoegdheid;
- in de formele zin is het een besluit, een genomen beslissing; en in de materiële zin is het een geldend voorschrift opgelegd aan personen.

Hoewel dit onderscheid eerder theoretisch lijkt, zijn er in de alledaagse praktijk toch duidelijke verschillen.
Het strafrecht is een wet in formele zin, tevens wet in materiële zin (zowel in België door het Strafwetboek als in Nederland door het Wetboek van Strafrecht). De wet is opgesteld en kenbaar gemaakt door de formele wetgever en houdt voorschriften in, die o.a. voor iedereen gelden die zich binnen op het grondgebied bevindt.
Een voorbeeld dat het onderscheid tussen formele en materiële wet illustreert en dat zowel in Nederland als in België toepasbaar is, is de toestemmingswet voor het huwelijk van een lid van het Koninklijk Huis. Het parlement beslist over deze vraag en neemt die beslissing door het uitvaardigen van een wet, die door de minister van binnenlandse zaken wordt bekendgemaakt. Dat is een formele wet maar geen materiële wet, omdat ze geen betrekking op iedereen heeft. Een AMvB (Algemene Maatregel van Bestuur) is een regel opgelegd door de regering zonder medewerking van de Staten-Generaal, dus dit is geen wet in formele zin. Als deze algemeen verbindend is kan het echter wel een wet in materiële zin zijn.

### Formele wetgever
De formele wetgever is het bevoegde orgaan dat wetten mag opstellen en goedkeuren, ook als bij de kenbaarmaking andere organen moeten optreden. De bevoegdheid tot het vaststellen van wetten in materiële zin volgt altijd uit een wet in formele zin.
- In Nederland is de formele wetgever samengesteld uit de regering (De regering wordt gevormd door de Koning en de ministers; art. 42 Grondwet) en de Staten-Generaal (de Tweede Kamer en Eerste Kamer) - volgens de procedure van art. 81 (en volgende) van de Grondwet.[1] De beide kamers van de Staten Generaal nemen de wet aan, waarna die door de koning wordt bekrachtigd, en afgekondigd.

- In België is de formele (federale) wetgever de Koning, de Kamer van volksvertegenwoordigers en de Senaat (volgens art.36 Belgische Grondwet). Het federale Parlement (de Kamer van volksvertegenwoordigers en de Senaat) neemt de wetten aan, waarbij het initiatiefrecht zowel bij de regering als bij de parlementsleden ligt. Om een wet rechtsgeldig te kunnen maken moeten de wetten ondertekend en afgekondigd (gepubliceerd) worden door de Koning (onder de verantwoordelijkheid van zijn regering) zoals bepaald door art 74 (en volgende) over de wetgevende macht en art 85 (en volgende) over de bevoegdheden van de koning.[2] Het principe dat op federaal niveau wordt gebruikt is ook van toepassing op de regionale- en gemeenschapsparlementen en op de lagere overheden (provinciaal en gemeentelijk niveau).

### Bevoegdheid
Waar de bevoegdheid tot het opstellen in de formele zin en het uitvaardigen van wetten in materiële zin, direct wordt toegekend aan een zeker orgaan heet dat attributie. Wanneer de aldus verkregen wetgevende bevoegdheid door dat orgaan weer (gedeeltelijk) wordt overgedragen aan een ander (lager) orgaan heet dat delegatie. Dit laatste is alleen toegestaan wanneer de formele wet waaraan de wetgevende bevoegdheid wordt ontleend, dat uitdrukkelijk toestaat. 
Zowel in België als in Nederland stelt de grondwet dat het opstellen van wetten het voorrecht is van de wetgevende macht, en dat hoogste wetgevende orgaan het parlement is. In beide landen is het uitvaardigen een taak van de uitvoerende macht. Er is buiten het territorium van België en Nederland nog geen supra-nationale eenheid met wetgevende bevoegdheid. Het Europees Parlement vaardigt echter wel richtlijnen uit die door de nationale wetgever in (formele en materiële) wetgeving moet worden omgezet, krachtens de door België en Nederland ondertekende verdragen.

### Verdeling der machten en getrapte bevoegdheden
In België en Nederland hanteert men het principe van de scheiding der machten: er is een wetgevende, uitvoerende en rechterlijke macht. De wetgevende en uitvoerende macht is geografisch getrapt georganiseerd.
- overzicht van de organisatie van de machten in België.

De machtenverdeling in Nederland:
- Wetgevende macht: Eerste en Tweede kamer (Staten-Generaal) en de regering (Koning + ministers)
- Uitvoerende macht: Regering
- Rechterlijke macht: Onafhankelijke rechter

### Rechtsgeldigheid
Een eigenlijke wet dient te worden vastgesteld en uitgevaardigd door een legitieme overheid, een autoriteit die daartoe gerechtigd is. Bijvoorbeeld door een democratisch gekozen parlement in een parlementaire democratie, of een absolutistisch vorst in een absolute monarchie. Een wet die door een illegitieme overheid werd uitgevaardigd, dat wil zeggen niet in overeenstemming met de heersende regels voor het invoeren en wijzigen van wetten, bijvoorbeeld door geweld, revolutie, enz., is een oneigenlijke wet.
Een wet geldt territoriaal, voor een gebied waarover de autoriteit die een wet uitvaardigt gezag uitoefent; personeel, voor bepaalde groepen van personen die onder het gezag van de autoriteit die een wet uitvaardigt vallen.
Meestal regelt een hogere rechtsnorm volgens welke procedure een wet tot stand komt. In België en Nederland is dit de Belgische, respectievelijk de Nederlandse Grondwet. In een democratische rechtsstaat komt een wet tot stand door samenwerking van de wetgevende en uitvoerende macht. Nieuwe wetten of wetswijzigingen kunnen tot stand komen op voorstel van de wetgevende of de uitvoerende macht. Belangrijk is dat de voorgestelde wet steeds door de wetgevende overheid wordt goedgekeurd, met een meerderheid die vereist is hiervoor.
Na goedkeuring moet een wet nog worden afgekondigd. Dit gebeurt door de uitvoerende macht. Een wet is slechts afdwingbaar nadat deze werd openbaar gemaakt in een publicatieblad dat hiertoe werd ingericht door de overheid. Het beginsel elke burger wordt geacht de wet te kennen houdt niet in dat alle burgers zouden te weten wat er in alle wetten staat maar het is de juridische fictie dat na de reguliere afkondiging van de wet eenieder geacht wordt daarvan kennis te hebben kunnen nemen. Onbekendheid met het bestaan of de inhoud van de wet vormt dus nooit een verontschuldiging voor overtreding van die wet en kan in geval van strafbepalingen dus ook niet leiden tot straffeloosheid.
Tenzij de wet zelf voorziet in een specifieke regeling, heeft de wet na publicatie onmiddellijke gelding en blijft van kracht totdat hij ofwel formeel wordt afgeschaft, ofwel materieel wordt vervangen door een andere regeling. Wetten verliezen niet hun rechtskracht door langdurig ontbreken van toepassing.

### Conflicterende wetten
Soms kunnen wetten conflicterende normen inhouden, bijvoorbeeld wanneer de ene wet iets verbiedt dat door een andere wet juist geboden wordt. Welke norm dient nu gevolgd te worden? Hier is op twee manieren een oplossing mogelijk. Bij derogatie wordt door een derde, expliciete wettelijke bepaling bepaald welke van de twee wetten voorrang heeft. De andere mogelijkheid tot voorrangsbepaling is de onderlinge rangorde: een wet van een hoger orgaan gaat boven die van een lager orgaan (superioriteitsregel), een specifieke wet boven een algemene (specialiteitsregel) en een jongere wet boven een oudere (posterioriteitsregel). Dit worden ook wel 'de drie conflictregels' genoemd.
De Nederlandse toepassing van de superioriteitsregel houdt de volgende rangorde van 'hoog' naar 'laag', of normenhierarchie aan:
- verbindende bepalingen uit internationale verdragen en besluiten van volkenrechtelijke organisaties
- het Statuut voor het Koninkrijk der Nederlanden
- de Grondwet
- wet in formele zin
- algemene maatregel van bestuur
- ministeriële regeling
- provinciale verordening
- gemeentelijke verordening, waterschapsverordening en verordening van een productschap, hoofdbedrijfschap of een bedrijfschap

De laagste vorm is de beleidsregel, vaak uitwerkingen van de regelgeving.

### Wordingsproces

#### In Nederland
Een wet in formele zin is een wet die wordt vastgesteld door de Staten-Generaal en de uitvoerende macht. Zie ook Kamerstuk. Het wetgevingsproces is nagenoeg continu, wetten worden steeds gewijzigd. Voor een tekst van de wet met alle verwerkte wijzigingen heeft men de geconsolideerde versie nodig, in Nederland gepubliceerd in wetten.overheid.nl. Ook worden voor veel wetten papieren edities bijgehouden, bekend waren de edities van Schuurman & Jordens.

#### In België
Een wet in formele zin sensu stricto wordt goedgekeurd door het parlement, enkel in de Kamer van volksvertegenwoordigers ofwel samen met de Senaat (= de federale wetgevende macht) , door de Koning bekrachtigd, én door de zittende regering (de federale uitvoerende macht) gepubliceerd in het Belgisch Staatsblad.

### Voorbeelden

#### België
Voorbeelden van Belgische wetten zijn te vinden in de lijst van Belgische wetten, bijvoorbeeld:
- Belgische Grondwet
- Genocidewet
- Wet Lejeune

#### Nederland
Voorbeelden van Nederlandse wetten zijn te vinden in Voorbeelden van Nederlandse wetten.

#### Wet voor Nederland,Aruba,CuraçaoenSint Maarten
- Statuut voor het Koninkrijk der Nederlanden

#### Benelux-wetten
Voorbeelden van een Benelux-wet:
- Benelux Merkenwet
- Benelux-verdrag inzake de intellectuele eigendom (merken en tekeningen of modellen).

#### Europese wetten
Voorbeelden van Europese wetten zijn:
- Beschermde oorsprongsbenaming
- Europees Octrooiverdrag

Belangrijk qua uitwerking is het onderscheid tussen een richtlijn (resultaatsgebonden) en een verordening (verbindend in al haar onderdelen), beide uitgevaardigd door de Europese instellingen volgens de verdragsrechtelijk vastgestelde procedures (o.a. medebeslissingsprocedure, samenwerkingsprocedure en adviesprocedure).

#### Amerikaanse wetten
Voorbeelden van Amerikaanse wetten zijn:
- Grondwet van de Verenigde Staten (oorspronkelijk 1787)
- Civil Rights Act (1964)
- Americans with Disabilities Act (1990)
- Patriot Act (2001)
- No Child Left Behind Act (2001)

#### Overige wetgeving
- Salische Wet

## Religieuze wetten
Naast seculiere wetten bestaan er ook kerkelijke wetten. In een seculiere samenleving (waarin kerk en staat van elkaar gescheiden zijn), gaan de seculiere wetten echter altijd boven die van de kerk. Thomas van Aquino was de eerste theoloog die onderscheid maakte tussen het goddelijke en menselijke recht, tussen geestelijk en wereldse macht. Zie ook: rechtsfilosofie.
De meeste religies definiëren hun eigen morele wetten. Voorbeelden hiervan zijn:
- de tien geboden (jodendom, christendom; in andere vorm ook islam)
- de sharia (islam)
- de vijf voorschriften (voor leken in het boeddhisme)
- de Vinaya (voor boeddhistische monniken)

## Het woordwetin diverse talen
- Het Latijnse woord voor wet is lex.
- Het Griekse woord voor wet is nómos. Hiervan is een woord als anomie, wetteloosheid, afgeleid.
- Het Hebreeuwse, joods-religieuze woord voor wet is thora. De Tora sjeh-bi-chtav is de schriftelijke wet, die samenvalt met de eerste vijf boeken van het christelijke Oude Testament. De Tora sjeh-be'al-peh is de (van oorsprong) mondelinge Torah, en in de joodse rechtsleer of halacha heeft laatstgenoemde voorrang. De Sjoelchan Aroech is een belangrijke schriftelijke samenvatting van de mondelinge Torah.
- Het Arabische, islamitisch-religieuze woord voor wet is sharia, dat vaak onvertaald wordt gebruikt. De wetgeving in de meeste islamitische landen is gebaseerd op een combinatie van Romeins/westers en islamitisch recht (sharia).
- In het katholicisme heet de wet canon, en de rechtspraktijk het canonieke recht.
- Het Engelse equivalent voor wet is law met, afhankelijk van de precieze context, verschillende betekenissen:
  - het recht
  - een tak van het recht (vgl. erfrecht, strafrecht)
  - een wet
  - de jurisprudentie
  - in colloquial Engels, de rechter en de politie
- De Anglo-Amerikaanse rechtspraktijk wijkt af van die in continentaal West-Europa. Meer dan in het continentaal recht, is in het Angelsaksische recht de jurisprudentie - eerder gewezen vonnissen over hetzelfde onderwerp, een minstens gelijkwaardige rechtsbron, naast de statute law - het wettelijke, formele recht.